# Frank Oz
Frank Oz, ursprungligen Frank Richard Oznowicz, född 25 maj 1944 i Hereford i Storbritannien, är en amerikansk skådespelare, regissör och dockspelare.

## Biografi
Frank Oz föddes i Hereford i England men när han var fem år flyttade han med sina föräldrar till Kalifornien, USA där han sedan växte upp.
Frank Oz är mest känd för sin medverkan i Jim Hensons Mupparna. Bland hans karaktärer finns miss Piggy, björnen Fozzie och örnen Sammy i Mupparna; och Grover, Kakmonstret och Bert i Sesam, bland många andra. Björnen Fozzie fick dock inte sitt namn efter Oz som man kan tro. Fozzie döptes efter dockbyggaren Faz Fazakas. Förutom att styra dockorna har Oz även varit en stor bidragsgivare till de olika tv-serierna under de senaste 30 åren. Oz har medverkat som dockspelare i över 75 olika produktioner där dockor figurerat, dessutom har han spelat i flera publika framträdanden och andra av Jim Hensons program. Oz dockspelarkarriär sträcker sig från 1969 fram till idag.
Hans kanske mest berömda karaktär är Yoda i Stjärnornas krig-filmerna av George Lucas. Oz har spelat Yoda sedan han först dök upp 1980 i filmen Rymdimperiet slår tillbaka. Oz hade en stor del i utformningen av Yoda och det var hans idé att han skulle tala på det sätt han gör, inklusive att vända på orden.
Oz debut som skådespelare skedde i filmen The Blues Brothers 1980 där han spelar en fångvårdare. Filmen regisserades av John Landis i vars filmer Oz medverkat även senare, bl.a. En amerikansk varulv i London och Ombytta roller. Oz medverkade även i Landis film Blues Brothers 2000.
Oz arbete bakom kameran började då han var medregissör för filmen Den mörka kristallen tillsammans med Jim Henson. Filmen innefattade de mest komplicerade dockor som någonsin setts i en film. Han utvecklade sin förmåga att regissera i nästa film; Little Shop of Horrors där han ensam stod för regin. Detta är en stjärnspäckad film, medverkar gör bl.a. Rick Moranis, Ellen Greene, Steve Martin, Bill Murray och John Candy, och en stor köttätande blomma. Denna krävde 30 dockspelare för att fungera.
Efter detta har Oz regisserat och spelat i ett stort antal filmer.

## Filmografi (i urval)
- 1969 – Sesam (TV-serie)
- 1976–1981 – Mupparna (TV-serie) (röst)
- 1979 – Mupparna (röst)
- 1980 – Rymdimperiet slår tillbaka (röst)
- 1980 – The Blues Brothers
- 1981 – En amerikansk varulv i London
- 1982 – Den mörka kristallen (regi)
- 1983 – Jedins återkomst (röst)
- 1983 – Ombytta roller
- 1984 – Mupparna på Manhattan (röst och regi)
- 1985 – På äventyr med Sesamgänget (röst)
- 1985 – Spioner är vi allihopa
- 1986 – Labyrint
- 1986 – Little Shop of Horrors (regi)
- 1988 – Rivierans guldgossar (regi)
- 1992 – Oskyldigt blod
- 1992 – Snyltgästen (regi)
- 1992 – Mupparnas julsaga
- 1995 – Indianen i skåpet (regi)
- 1996 – Mupparna på skattkammarön (röst)
- 1997 – Ute eller inte (regi)
- 1998 – Blues Brothers 2000
- 1999 – Star Wars: Episod I – Det mörka hotet (röst)
- 1999 – Mupparna i rymden (röst)
- 1999 – Elmos äventyr i Grouchland (röst)
- 1999 – Knubbigt regn (regi)
- 2001 – The Score (regi)
- 2001 – Monsters, Inc. (röst)
- 2002 – Star Wars: Episod II – Klonerna anfaller (röst)
- 2004 – The Stepford Wives (regi)
- 2005 – Star Wars: Episod III – Mörkrets hämnd (röst)
- 2005 – Zathura - ett rymdäventyr (röst)
- 2007 – Trångt i kistan (regi)
- 2011 – Leverage (TV-serie) (regi; 1 avsnitt)
- 2015 – Insidan ut (röst)
- 2015 – Star Wars Rebels (TV-serie) (röst)
- 2015 – Star Wars: The Force Awakens (röst, cameo)
- 2017 – Star Wars: The Last Jedi (röst)